# Gustav Budde-Lund
Gustav Henrik Andreas Budde-Lund (11 januari 1846 - 19 september 1911) was een Deense carcinoloog en entomoloog.  
In 1868 was hij mede-oprichter van het Entomologisk Forening, samen met Rasmus William Traugott Schlick, Carl August Møller, Andreas Haas en Ivar Frederik Christian Ammitzbøll. Hij was een student van entomoloog JC Schiødte, en werd een vooraanstaande autoriteit op het gebied van terrestrische isopoden (landpissebedden, rolpissebedden en verwanten), beschreef meer dan 70 geslachten en ongeveer 500 soorten. Hij trouwde in 1875 en produceerde in 1885 zijn baanbrekende werk Crustacea Isopoda terrestria. Het geslacht pissebedden Buddelundiella werd in 1897 ter ere van Budde-Lund genoemd door Filippo Silvestri. 